# Rock-a-bye Baby
«Rock-a-bye Baby» — колыбельная на английском языке.

## Сюжет песни
В этой колыбельной ребёнка пугают, что повесят его колыбельку высоко на верхушку дерева, где дует ветер, и что его колыбелька будет раскачиваться и, когда (не «если», а именно «когда») сук сломается, колыбелька упадёт на землю, всё упадёт: ребёнок, колыбельная и сук и всё остальное.
Как отмечается в докладе Королевской комиссии по вопросам насилия в отрасли коммуникаций (Онтарио, Канада), «как же хорошо, что малыш не понимает слов, которые ему поют!»

## Текст
Первая печатная версия этой колыбельной, — из книги Mother Goose’s Melody (Лондон, ок. 1765), — следующая:
Rock-a-bye baby
On the tree top,
When the wind blows
The cradle will rock.
When the bough breaks,
The cradle will fall,
And down will fall baby
Cradle and all.

## Происхождение
Есть разные теории происхождения текста колыбельной, но ни одна из них пока не доказана:
- Говорят, что ребенок на дерево олицетворял египетского бога Гора
- Говорят, что первая строка — это искаженное французское «He bas! là le loup!» (Придет серенький волчок)
- Говорят, что текст был написан английским колонистом Мейфлауэра , который наблюдал, как индейские женщины качали своих младенцев в берестяных колыбелях, подвешенных к ветвям деревьев
- Говорят, что колыбельная высмеивает британскую королевскую династию времен Якова II .